# IC 2121
IC 2121 — галактика типу SB0 (компактна витягнута галактика) у сузір'ї Заєць.
Цей об'єкт міститься в оригінальній редакції індексного каталогу.